# Diacamma cyaneiventre
Diacamma cyaneiventre är en myrart som beskrevs av Andre 1887. Diacamma cyaneiventre ingår i släktet Diacamma och familjen myror. Inga underarter finns listade i Catalogue of Life.